# ФК Мура
Фудбалска школа Мура (словен. Nogometna šola Mura), је словеначки фудбалски клуб из Мурске Соботе основан 2012. године. Клуб тренутно наступа у Првој лиги Словеније и игра на стадиону Фазанерија капацитета 3.782 седећих места.

## Историја
Након сезоне 2012/13, стари клуб НК Мура 05 је имао финансијских потешкоћа и био угашен. Новоосновани клуб је његов омладински погон искористио да региструје свој први тим у сезони 2013/14 под именом НШ Мура.
Своју прву сезону клуб је одиграо у лиги региона Мурске Соботе и успео да дође до места које води у Трећу лигу Словеније. У сезона 2016/17 и 2017/18 Мура је остварила узастопне промоције и пласирао се у Првој лиги Словеније. У дебитантској 2018/19 сезони клуб је заузео четврто место и тиме остварио право на свој први излет на међународну сцену.

## Стадион
НШ Мура своје домаће утакмице игра на стадиону Фазанерија, капацитета 3.782 седећих места. Стадион је изграђен 1934. године као први стадион у Мурској Соботи и шире. Прва трибина изграђена је четири година касније, 1938. године. Данашњи изглед стадиона датира од 2001. године када је монтиран кров, а у 2019. години стадион је добио рефлекторе. Са простором за стајањем, стадион би могао да прими 5.500 људи. На њему су одиграна два финала Купа Купа Словеније и два меча репрезентације Словеније.

## НШ Мура у европским такмичењима
| Сезона   | Такмичење              | Коло        | Клуб         | Дом. | Гост | Укупно        |
| -------- | ---------------------- | ----------- | ------------ | ---- | ---- | ------------- |
| 2019/20. | Лига Европе            | 1. коло кв. | Макаби Хаифа | 2:3  | 0:2  | 2:5           |
| 2020/21. | Лига Европе            | 1. коло кв. | Номе Каљу    | Н/Д  | 4:0  | 4:0           |
| 2020/21. | Лига Европе            | 2. коло кв. | Орхус        | 3:0  | Н/Д  | 3:0           |
| 2020/21. | Лига Европе            | 3. коло кв. | ПСВ          | 1:5  | Н/Д  | 1:5           |
| 2021/22. | Лига шампиона          | 1. коло кв. | Шкендија     | 5:0  | 1:0  | 6:0           |
| 2021/22. | Лига шампиона          | 2. коло кв. | Лудогорец    | 0:0  | 1:3  | 1:3           |
| 2021/22. | УЕФА Лига Европе       | 3. коло кв. | Жалгирис     | 0:0  | 1:0  | 1:0           |
| 2021/22. | УЕФА Лига Европе       | плеј-оф     | Штурм        | 1:3  | 0:2  | 1:5           |
| 2021/22. | УЕФА Лига конференције | Група Г     | Тотенхем     | 2:1  | 1:5  | 4. место      |
| 2021/22. | УЕФА Лига конференције | Група Г     | Рен          | 1:2  | 0:1  | 4. место      |
| 2021/22. | УЕФА Лига конференције | Група Г     | Витесе       | 0:2  | 1:3  | 4. место      |
| 2022/23. | Лига конференције      | 1. коло кв. | Сфинтул      | 2:1  | 2:1  | 4:2           |
| 2022/23. | Лига конференције      | 2. коло кв. | Ст Патрик    | 0:0  | 1:1  | 1:1 (5:6 пен) |